# Gérard Armand
Pour les articles homonymes, voir Armand.
Gérard Armand, né le 9 juillet 1941 à La Motte-Servolex et décédé le 21 mars 2002 à Avignon, est un homme politique français.

## Biographie
Issu d'une famille de fromagers, Gérard Armand s'oriente vers la médecine après des études de mathématiques. Chirurgien spécialiste des articulations à l'hôpital de Saint-Julien-en-Genevois (Haute-Savoie), il est élu conseiller général de Bellegarde-sur-Valserine (Ain) en 1979. Il est réélu à chaque renouvellement. Conseiller municipal (1983), conseiller régional (1986), maire (1995) de Bellegarde, il est suppléant du député Charles Millon et le remplace lorsque celui-ci devient ministre de la Défense dans le gouvernement Juppé (1995-1997).

## Détail des fonctions et des mandats
Mandat parlementaire
- 18 juin 1995 - 21 avril 1997 : Député de la 3e circonscription de l'Ain